# Kimbau
Kimbau ou Kimbao est une localité du territoire de Kenge dans la province du Kwango en République démocratique du Congo.

## Géographie
La localité est située sur la rive gauche de la rivière Inzia à l'est de Mosamba.

## Administration
La localité est située dans le secteur de Mosamba.

## Société
La localité est le siège de la paroisse catholique Sainte-François-Xavier de Kimbau fondée en 1916 par les jésuites, elle est chef-lieu de doyenné du diocèse de Kenge.